# Helperbad
Het Helperbad is een overdekt zwembad in de wijk Helpman in het zuiden van de stad Groningen. Het gebouw uit 1925 is ontworpen door de architect M.G. Eelkema, die de bouw uit eigen middelen financierde. Bijzonder was dat het verwarmde zwembadwater gebruikt werd voor de verwarming van de huizen die Eelkema in dezelfde periode in Helpman bouwde. De gemeente heeft het bad aangewezen als beeldbepalend pand.